# Antouanétta Angelídi
Antouanétta Angelídi (grec moderne : Αντουανέτα Αγγελίδη, née à Athènes en 1950) est une réalisatrice et peintre grecque.

## Biographie
Née à Athènes en 1950, elle fit d'abord des études d'architecture à l'université polytechnique nationale d'Athènes et obtint son diplôme en 1973. Elle étudia ensuite le cinéma à l'Idhec et obtint son diplôme en 1977. En parallèle, elle étudia la sémantique du cinéma à l'EHESS avec Christian Metz.
Elle enseigne le cinéma à l'Université de Thessalie et à l'Université Aristote de Thessalonique.
En 2005,  le Festival international du film de Thessalonique 2005 lui a rendu hommage lors d'un rétrospective de son œuvre.

## Filmographie
- 1975 : L'Histoire écrite (court-métrage)
- 1976 : L'Eau (court-métrage)
- 1977 : Idées Fixes - Dies Irae (Variations sur le même sujet)
- 1985 : Topos
- 1995 : Les Heures
- 1997 : Fragments (documentaire)
- 2001 : Voleur de réalité

## Récompenses
- Contre-festival du cinéma grec 1977 (Thessalonique) : deux distinctions d'honneur (meilleur jeune réalisateur et prix de la recherche cinématographique pour l'Union panhellénique des critiques de cinéma (PEKK))
- Festival du cinéma grec 1985 (Thessalonique) : Prix spécial du jury, meilleur son, prix de l'Union panhellénique des critiques de cinéma (PEKK)
- Festival international du film de Thessalonique 1995 : meilleurs décors, meilleurs costumes